# Scapteromys
Scapteromys är ett släkte i familjen hamsterartade gnagare med två eller tre arter som förekommer i Sydamerika.

## Taxonomi
Länge listades Scapteromys tumidus som enda art i släktet. Nyare genetiska studier visade att olika populationer har ett avvikande antal kromosomer. De med kromosomantalet 2n=24 räknas fortfarande till Scapteromys tumidus och de med kromosomantalet 2n=32 utgör arten Scapteromys aquaticus. Även populationer med kromosomantalet 2n=34 och 2n=36 förekommer som möjligen ska klassificeras som ny art, Scapteromys meridionalis.

## Beskrivning
Dessa gnagare når en kroppslängd (huvud och bål) på 15 till 20 cm och en svanslängd på 13 till 17 cm. Vikten varierar mellan 110 och 200 gram. Pälsen har på ovansidan en svartgrå färg medan buken är ljusgrå. Till sin allmänna kroppsbyggnad påminner arterna om vanliga råttor (Rattus), men det finns inget nära släktskap mellan dessa gnagare.
Arterna föredrar fuktiga habitat och de vistas ofta i vattnet. De är aktiva mellan skymningen och gryningen och vilar i gropar under växtligheten. Födan utgörs av insekter samt i viss mån av andra ryggradslösa djur och växtdelar. Parningen är inte bunden till någon årstid och per kull föds två till fem ungar.